# True Boardman
True Boardman (21 de abril de 1882 - 28 de setembro de 1918) foi um ator de cinema estadunidense da era do cinema mudo, que atuou em 160 filmes entre 1911 e 1918.

## Biografia

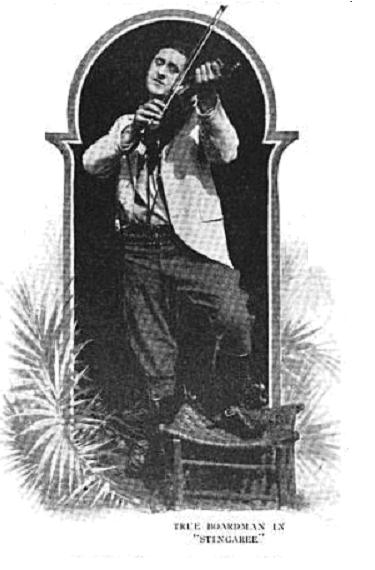
True Boardman em Stingaree, 1915

True Boardman nasceu em Oakland, Califórnia, filho da atriz da Área da baía de São Francisco, Caro True Boardman,
Boardman começou sua vida artística no teatro, em 1900, em Oakland, e posteriormente atuou em um teatro de Seattle, até iniciar sua carreira cinematográfica.
Seu primeiro filme foi o curta-metragem The Rose of Old St. Augustine, em 1911, pela Selig Polyscope Company, ao lado de Kathlyn Williams e Tom Mix. Além da Selig, atuou em vários Westerns pela Essanay Studios, muitos ao lado de Broncho Billy Anderson, e pela Kalem Company, entre outras companhias.
Atuou em dois filmes sobre Tarzan, Tarzan of the Apes (1918) e The Romance of Tarzan (1918), em que interpretou Lord Greystoke. Seu último filme foi o seriado Terror of the Range, lançado postumamente, em 1919, pela Diando Film Corporation.

## Vida pessoal

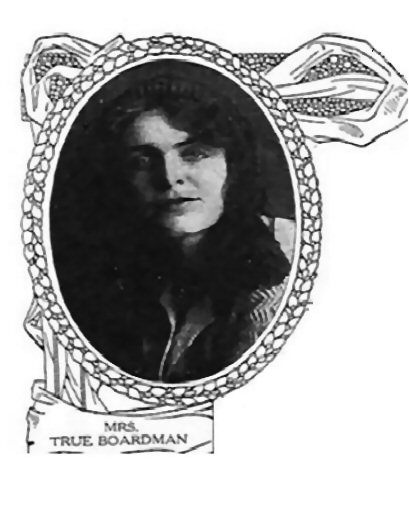
Virginia Eames, esposa de True Boardman.

Foi marido da atriz Virginia True Boardman (Margaret Shields) até sua morte, em 1918.
Foi pai de True Eames Boardman (1909–2003), que teve uma longa carreira em roteiros para rádio, cinema e televisão e que, quando garoto, apareceu em vários filmes, alguns estrelados por Charlie Chaplin e Mary Pickford. Boardman foi bisavô da atriz Lisa Gerritsen.
Boardman morreu aos 36 anos Los Angeles, Califórnia, vítima da Gripe espanhola de 1918, e está sepultado no Forest Lawn Memorial Park, em Glendale.

## Filmografia parcial
- The Rose of Old St. Augustine (1911)
- Broncho Billy and the Sheriff's Office (1914)
- The Hazards of Helen (1914)
- Mysteries of the Grand Hotel (1915, série com 12 capítulos independentes)
- Stingaree (1915)
- The Social Pirates (1916)
- The Girl from Frisco (1916)
- Tarzan of the Apes (1918)
- The Romance of Tarzan (1918)
- Terror of the Range (1919)